# Rudziska (Osada)
Rudziska (Osada) (deutsch Rudzisken, 1930 bis 1945 Rudau) ist ein kleiner Ort in der polnischen Woiwodschaft Ermland-Masuren und gehört zur Stadt- und Landgemeinde Biskupiec (Bischofsburg) im Powiat Olsztyński (Kreis Allenstein).

## Geographische Lage
Rudziska liegt im Zentrum der Woiwodschaft Ermland-Masuren, 27 Kilometer südwestlich der früheren Kreisstadt Rößel (polnisch Reszel) bzw. 34 Kilometer östlich der heutigen Kreismetropole Olsztyn (deutsch Allenstein). Nur wenige hundert Meter südöstlich liegt das gleichnamige Dorf Rudziska (Rudzisken, 1928 bis 1945 Rudau).

## Geschichte
Bei der heutigen Osada Rudziska handelt es sich ursprünglich um eine Försterei, die heute eine kleine Waldsiedlung (polnisch Osada leśna) ist. Sie war ein Wohnplatz des Gutsbezirks Parleza Wielka (deutsch Groß Parleese), der zum ostpreußischen Kreis Rößel gehörte, während die nahegelegene Landgemeinde Rudzisken ein Teil des Kreises Ortelsburg war. Seit 1930 trägt auch das Forsthaus Rudzisken den geänderten Namen Forsthaus Rudau. Bis 1945 war die Försterei dem Staatsforst Bischofsburg zugeordnet. Im Jahre 1905 wurden sieben Einwohner registriert.
Die Überstellung des gesamten südlichen Ostpreußens 1945 in Kriegsfolge an Polen betraf auch das Forsthaus Rudau, das als Waldsiedlung heute Rudziska (osada leśna) heißt. Sie ist in die Stadt- und Landgemeinde Biskupiec (Bischofsburg) im Powiat Olsztyński (Kreis Allenstein) eingegliedert.

## Kirche
Das Forsthaus Rudau war bis 1945 in die evangelische Kirche Bischofsburg in der Kirchenprovinz Ostpreußen der Kirche der Altpreußischen Union und auch in die katholische Kirche der Stadt – im damaligen Bistum Ermland gelegen – eingepfarrt. Heute gehört die Waldsiedlung Rudziska wieder zu der jeweiligen Kirche in Biskupiec.

## Verkehr
Die Osada Rudziska liegt verkehrsgünstig an der Landesstraße 57 (frühere deutsche Reichsstraße 128), die die beiden Woiwodschaften Ermland-Masuren und Masowien miteinander verbindet. Eine Bahnanbindung besteht nicht.